# Jinshajiangite
La jinshajiangite est un minéral silicaté rare nommé d'après la rivière Jinshajiang en Chine. Sa formule actuellement acceptée est BaNaFe4Ti2(Si2O7)2O2(OH)F. Membre du groupe de la bafertisite, elle est associée à des roches alcalines. Il en existe des variantes avec substitution de diadochie potassium-baryum, calcium-sodium, manganèse-fer et fer-titane. La jinshajiangite est l'analogue fer de la surkhobite et de la perraultite. Elle est chimiquement apparentée à la bafertisite, à la cámaraïte et à l'emmerichite. Sa structure est liée à celle de la bafertisite. La jinshajiangite est un titanosilicate avec des couches HOH hétéropolyédriques, où la couche H est une couche mixte tétraédrique-octaédrique et la couche O est simplement octaédrique.
Trouvé dans les roches ignées hautement évoluées (ultra-alcalines et agpaïtiques) de plus de 3 milliards d'années, le minéral a 7 gisements connus (en 2024), notamment le dyke d'albite-arfvedsonite dans des syénites alcalines près de la rivière Jinshajiang, sa localité type, dans la province du Sichuan et l'intrusion géologique de Norra Kärr en Suède,.